# Alte Kirche des Ostens
Die Alte Kirche des Ostens (syrisch-aramäisch ܥܕܬܐ ܥܬܝܩܬܐ ܕܡܕܢܚܐ, vollständige Bezeichnung Alte Heilige Apostolische und Katholische Kirche des Ostens) ist eine autokephale Kirche des ostsyrischen Ritus. Ihr geistliches Oberhaupt trägt den Titel Katholikos-Patriarch der Alten Kirche des Ostens und hat seinen Sitz in Bagdad. Amtsinhaber war von 1972 bis zu seinem Tod am 11. Februar 2022 in Bagdad Seine Heiligkeit Mar Addai II. Seit Juni 2022 ist Mar Yakoob Danil dessen Nachfolger als Patriarch. Die Liturgie- und Muttersprache der Alten Kirche des Ostens ist das Syrisch-Aramäische.

## Geschichte und Gegenwart
Die Alte Kirche des Ostens beruft sich wie die mit ihr konkurrierende Assyrische Kirche des Ostens auf die Tradition der vom Apostel Thaddäus (aramäisch Mar Addai) gegründeten christlichen Gemeinde in Edessa.
Sie entstand durch ein Schisma innerhalb der Assyrischen Kirche im Jahr 1968. Ihr Gründer, Mar Thomas Darmo, Metropolit der Assyrischen Kirche des Ostens in Indien, akzeptierte die 1964 verfügte Einführung des gregorianischen Kalenders nicht und hielt am julianischen Kalender fest. Seine daraufhin von Patriarch Shimun XXIII. verfügte Amtsenthebung akzeptierte er ebenfalls nicht. Weitere Gründe der Abspaltung waren das Festhalten der Assyrischen Kirche an der Erblichkeit des Patriarchenamts (vom Onkel auf den Neffen) und der Wunsch nach Rückkehr des Patriarchen aus den USA in den Orient. 1968 ordinierte Darmo in Bagdad drei neue Bischöfe, die anschließend eine Synode bildeten und ihn zu ihrem Patriarchen wählten.  Kurz nachdem General Ahmad Hasan al-Bakr am 17. Juli 1968 durch einen Putsch Präsident Iraks geworden war, schickte dieser Polizeieinheiten in Bagdad aus, um mehrere assyrische Kirchen der Stadt – gegen den heftigen Protest der Assyrischen Kirche des Ostens – zu besetzen und sie der Alten Kirche des Ostens zu übergeben, darunter auch die Mar-Zaya-Kathedrale in Karradat Maryam, die nun Patriarchatssitz der Alten Kirche des Ostens wurde. Thomas Darmo starb im Jahr darauf und wurde in der Mar-Zaya-Kathedrale begraben. Mar Addai II., der Bischof von Bagdad, wurde 1970 zu seinem Nachfolger gewählt, aber erst 1972 geweiht. Die neuen Räumlichkeiten des Patriarchats der Alten Kirche des Ostens im Osten des Stadtbezirks Karrada wurde 1970 eröffnet, und 1984 an selber Stelle wurde die neue Patriarchalkathedrale der Jungfrau Maria geweiht.
Der Kirche gehören zwischen 70.000 und 100.000 Gläubige an. Neben der patriarchalen Diözese von Bagdad hat sie Erzdiözesen in Kirkuk, Niniveh, Syrien, Australien und Neuseeland, Europa sowie eine Diözese in Nordamerika (USA und Kanada). In Australien hat sich 2014 die Christ The Good Shepherd Church in Sydney unter Bischof Mar Mari Emmanuel von der Alten Kirche des Ostens abgespalten. Sitz der europäischen Erzdiözese der Alten Kirche des Ostens ist Mainz-Kastel, Leiter ist Erzbischof Mar Timotheus Shalita. Die meisten Mitglieder der Kirche sind Angehörige des Tiyari-Stammes, der bis zur Vertreibung der Assyrer aus Hakkari im Ersten Weltkrieg im Bereich der Diözese des assyrischen Patriarchen in Qudschanis lebte. Seine Angehörigen erlangten deshalb keine Bischofsweihe. Nach ihrem eigenen Selbstverständnis ist die Kirche jedoch keine „Stammeskirche“.
Die Kirche hat in Deutschland ca. 1.000 Gläubige, welche von zwei Priester und einem Erzbischof betreut werden. Das Zentrum der Gemeinde befindet sich in Mainz-Kastel.
Seit 1994 nimmt die „Alte Kirche des Ostens“ am Syriac Dialogue teil, einer ökumenischen Gesprächsreihe, die von der Stiftung Pro Oriente, einer Einrichtung der katholischen Diözese Wien, ins Leben gerufen wurde. Weitere Teilnehmer an diesem Dialog sind die anderen Kirchen des westsyrischen und des ostsyrischen Ritus, die aus ihnen hervorgegangenen mit Rom unierten Kirchen sowie die gleichfalls katholischen Maroniten.
Im Juni 2022 wählte die Kirche den bisherigen Erzbischof von Australien und Neuseeland, Mar Yakoob Danil, zum neuen Patriarchen.